# Karin Kschwendt
| jaar | rang enkelspel | rang dubbelspel |
| ---- | -------------- | --------------- |
| 1986 | 415            | 378             |
| 1987 | 342            | 303             |
| 1988 | 202            | 280             |
| 1989 | 178            | 226             |
| 1990 | 116            | 57              |
| 1991 | 88             | 109             |
| 1992 | 78             | 82              |
| 1993 | 80             | 50              |
| 1994 | 99             | 118             |
| 1995 | 86             | 76              |
| 1996 | 53             | 103             |
| 1997 | 169            | 134             |
| 1998 | 131            | 66              |
| 1999 | 414            | 273             |
| 2000 | 416            | 286             |

Karin Kschwendt (Sorengo, 14 september 1968) is een voormalig tennisspeelster, in Zwitserland geboren uit Oostenrijkse ouders, Heinz en Edith. Zij is opgegroeid in Luxemburg, waar zij 23 jaar van haar jonge leven woonde. Tijdens haar tennisloopbaan had zij achtereenvolgens de Luxemburgse (t/m november 1991), Duitse (december 1991 t/m september 1996) en Oostenrijkse nationaliteit (sinds oktober 1996). Zij woont nu in Oostenrijk. Zij speelt rechtshandig en heeft een tweehandige forehand.
Kschwendt debuteerde in 1986 in het Luxemburgse Fed Cup-team, in zowel het enkel- als het dubbelspel. Zij was actief in het proftennis tot en met 2000.

## Loopbaan

### Enkelspel
Kschwendt speelde in 1986 haar eerste ITF-toernooi in Lissabon (Portugal). Zij stond in 1987 voor het eerst in een finale, op het ITF-toernooi van Bol (Joegoslavië) – zij verloor van de Tsjecho-Slowaakse Jana Pospíšilová. In 1988 veroverde Kschwendt haar eerste titel, op het ITF-toernooi van Palermo (Italië), door de Italiaanse Marzia Grossi te verslaan. In totaal won zij twee ITF-titels, de andere in 1992 in Erlangen (Duitsland).
In 1989 kwalificeerde Kschwendt zich voor het Australian Open. Later dat jaar kwalificeerde zij zich voor het eerst voor een WTA-hoofdtoernooi, op het toernooi van Wellington. Zij stond in 1993 één keer in een WTA-finale, op het toernooi van Luik – zij verloor van de Tsjechische Radka Bobková.
Haar beste resultaat op de grandslamtoernooien is het bereiken van de derde ronde. Haar hoogste notering op de WTA-ranglijst is de 37e plaats, die zij bereikte in augustus 1996.

### Dubbelspel
Kschwendt behaalde in het dubbelspel betere resultaten dan in het enkelspel. Zij debuteerde in 1986 op het ITF-toernooi van Lissabon (Portugal), samen met de Finse Anne Aallonen – zij bereikten er de tweede ronde. Zij stond in 1987 voor het eerst in een finale, op het ITF-toernooi van Rabac (Joegoslavië), samen met de Nederlandse Amy van Buuren – hier veroverde zij haar eerste titel, door het Nederlandse duo Mariëlle Rooimans en Nicolette Rooimans te verslaan. In totaal won zij drie ITF-titels, de laatste in 1997 in Sofia (Bulgarije) met de Duitse Sandra Klösel aan haar zijde.
In 1988 speelde Kschwendt voor het eerst op een WTA-hoofdtoernooi, op het toernooi van Genève, samen met de Spaanse Conchita Martínez. Zij stond in 1990 voor het eerst in een WTA-finale, op het toernooi van Palermo, samen met de Italiaanse Laura Garrone – hier veroverde zij haar eerste titel, door het koppel Florencia Labat en Barbara Romanò te verslaan. In totaal won zij zes WTA-titels, de laatste in 1995 in San Juan, samen met de Canadese Rene Simpson.
Haar beste resultaat op de grandslamtoernooien is het bereiken van de derde ronde. Haar hoogste notering op de WTA-ranglijst is de 45e plaats, die zij bereikte in februari 1996.

### Tennis in teamverband
In de periode 1986–1990 maakte Kschwendt deel uit van het Luxemburgse Fed Cup-team, en in 1997 speelde zij nog één keer in het Oostenrijkse team – zij behaalde bij de Fed Cup een winst/verlies-balans van 16–15.

## Palmares
| Legenda                |
| ---------------------- |
| Grandslamtoernooi      |
| Olympische Spelen      |
| Year-End Championships |
| Tier I                 |
| Tier II                |
| Tier III               |
| Tier IV & V            |

### WTA-finaleplaatsen enkelspel
| nr.              | finale     | toernooi | ondergrond | tegenstandster | score         |         |
| ---------------- | ---------- | -------- | ---------- | -------------- | ------------- | ------- |
| gewonnen finales |            |          |            |                |               |         |
| geen             |            |          |            |                |               |         |
| verloren finales |            |          |            |                |               |         |
| 1.               | 1993-05-09 | WTA Luik | gravel     | Radka Bobková  | 3-6, 6-4, 2-6 | details |

### WTA-finaleplaatsen vrouwendubbelspel
| nr.              | finale     | toernooi     | ondergrond | partner                | tegenstandsters                  | score         |         |
| ---------------- | ---------- | ------------ | ---------- | ---------------------- | -------------------------------- | ------------- | ------- |
| gewonnen finales |            |              |            |                        |                                  |               |         |
| 1.               | 1990-07-13 | WTA Palermo  | gravel     | Laura Garrone          | Florencia Labat Barbara Romanò   | 6-2, 6-4      | details |
| 2.               | 1990-09-16 | WTA Athene   | gravel     | Laura Garrone          | Leona Lásková Jana Pospíšilová   | 6-0, 1-6, 7-6 | details |
| 3.               | 1992-07-26 | WTA Praag    | gravel     | Petra Ritter           | Eva Švíglerová Noëlle van Lottum | 6-4, 2-6, 7-5 | details |
| 4.               | 1993-07-11 | WTA Palermo  | gravel     | Natalia Medvedeva      | Silvia Farina Brenda Schultz     | 6-4, 7-6      | details |
| 5.               | 1993-09-19 | WTA Hongkong | hardcourt  | Rachel McQuillan       | Debbie Graham Marianne Werdel    | 1-6, 7-6, 6-2 | details |
| 6.               | 1995-03-05 | WTA San Juan | hardcourt  | Rene Simpson           | Laura Golarsa Linda Wild         | 6-2, 0-6, 6-4 | details |
| verloren finales |            |              |            |                        |                                  |               |         |
| 1.               | 1998-04-19 | WTA Makarska | gravel     | Jevgenia Koelikovskaja | Tina Križan Katarina Srebotnik   | 6-7, 1-6      | details |
| 2.               | 1998-07-19 | WTA Warschau | gravel     | Liezel Huber           | Karina Habšudová Olha Loehina    | 6-7, 5-7      | details |

## Resultaten grandslamtoernooien
| Legenda | Legenda                          |
| ------- | -------------------------------- |
| g.t.    | geen toernooi gehouden           |
| l.c.    | lagere categorie                 |
| –       | niet deelgenomen                 |
| G       | uitgeschakeld in de groepsfase   |
| 1R      | uitgeschakeld in de eerste ronde |
| 2R      | uitgeschakeld in de tweede ronde |
| 3R      | uitgeschakeld in de derde ronde  |
| 4R      | uitgeschakeld in de vierde ronde |
| KF      | uitgeschakeld in de kwartfinale  |
| HF      | uitgeschakeld in de halve finale |
| F       | de finale verloren               |
| W       | het toernooi gewonnen            |
| w-v     | winst/verlies-balans             |

### Enkelspel
| Toernooi        | 1989 | 1990 | 1991 | 1992 | 1993 | 1994 | 1995 | 1996 | 1997 | w-v |
| --------------- | ---- | ---- | ---- | ---- | ---- | ---- | ---- | ---- | ---- | --- |
| Australian Open | 1R   | 1R   | 3R   | –    | 2R   | 1R   | 1R   | 3R   | 1R   | 5-8 |
| Roland Garros   | –    | –    | –    | 2R   | 1R   | 3R   | 1R   | 1R   | –    | 3-5 |
| Wimbledon       | –    | 3R   | 1R   | 1R   | 1R   | –    | 1R   | 2R   | –    | 3-6 |
| US Open         | –    | 2R   | 1R   | –    | 1R   | 1R   | 2R   | 2R   | –    | 3-6 |

### Vrouwendubbelspel
| Toernooi        | 1990 | 1991 | 1992 | 1993 | 1994 | 1995 | 1996 | 1997 | 1998 | 1999 | 2000 | w-v |
| --------------- | ---- | ---- | ---- | ---- | ---- | ---- | ---- | ---- | ---- | ---- | ---- | --- |
| Australian Open | 2R   | 1R   | –    | 1R   | 1R   | 1R   | 3R   | 1R   | 1R   | 1R   | –    | 3-9 |
| Roland Garros   | –    | 2R   | 2R   | 2R   | 1R   | 2R   | 1R   | –    | 1R   | –    | 1R   | 4-8 |
| Wimbledon       | –    | 1R   | 1R   | 2R   | 1R   | 1R   | 1R   | –    | 2R   | –    | –    | 2-7 |
| US Open         | 1R   | 2R   | 1R   | 3R   | 1R   | 2R   | 1R   | –    | 3R   | –    | –    | 6-8 |

### Gemengd dubbelspel
| Australian Open | –  | –  | –  | –  | –  | 1R | –  | 0-1 |
| Roland Garros   | 1R | –  | –  | –  | –  | –  | 1R | 0-2 |
| Wimbledon       | 3R | 1R | 2R | 1R | 3R | –  | –  | 5-5 |
| US Open         | –  | –  | –  | –  | –  | –  | –  | 0-0 |